# Запрос информации
Запрос информации (англ. Request for information, RFI) — документ или письмо, который публикует или рассылает организация, заинтересованная в приобретении каких-либо товаров или услуг. Цель документа — собрать письменную информацию о возможностях различных поставщиков. Как правило, запрос предполагает определённый структурированный формат ответа, благодаря чему может использоваться для сравнения информации.
RFI прежде всего используется для сбора информации, чтобы помочь принять решение о последующих шагах. Поэтому RFI редко является заключительным этапом и часто используются в комбинации с запросом предложения (RFP) и запросом цены (RFQ). В дополнение к сбору общей информации, RFI часто используется как приманка, посылаемая широкому кругу поставщиков с целью подготовки потенциального поставщика, разработки стратегии, создания базы данных, и подготовки к RFP или RFQ.
Процедура RFI строительной отрасли используется также в случаях, когда необходимо подтвердить интерпретацию деталей[неизвестный термин], уточнить спецификации или примечания по чертежам конструкции или обеспечить зарегистрированную директиву[неизвестный термин] или разъяснение от архитектора или клиента, которая необходима для продолжения работы.
Распространённой и общепринятой практикой для субподрядчика или поставщика является использование RFI, чтобы заявить о беспокойстве, связанном с ошибками или неправильным использованием продукта, и получить дальнейшее разъяснение о намеченном использовании продукта. Также приемлемо для субподрядчика использовать RFI, чтобы привлечь внимание к второстепенному продукту, который, возможно, не удовлетворяет потребности клиента, и использовать его (подрядчика) экспертизу для рекомендации наиболее подходящего продукта.